# Benigembla (kommun)
Benigembla är en kommun i Spanien.   Den ligger i provinsen Provincia de Alicante och regionen Valencia, i den östra delen av landet, 400 km sydost om huvudstaden Madrid. Antalet invånare är 583. Arean är 18,4 kvadratkilometer. Benigembla gränsar till Castell de Castells, Murla, Parcent, Tárbena och La Vall de Laguar. 
Terrängen i Benigembla är huvudsakligen kuperad, men österut är den platt.